# District de Chengguan (Lanzhou)
Pour les articles homonymes, voir Chengguan.
Le district de Chengguan (城关区 ; pinyin : Chéngguān Qū) est l'une des cinq subdivisions administratives de la ville de Lanzhou, capitale de la province du Gansu en Chine.

## Transport
La ligne 1 du Métro de Lanzhou passe par ce district.